# Yue He
Yue He (kinesiska: 月河) är ett vattendrag i Kina. Det ligger i provinsen Shaanxi, i den nordvästra delen av landet, omkring 160 kilometer söder om provinshuvudstaden Xi'an.
Genomsnittlig årsnederbörd är 1 112 millimeter. Den regnigaste månaden är juli, med i genomsnitt 219 mm nederbörd, och den torraste är december, med 2 mm nederbörd.